# 직업상담사
직업상담사는 국가의 인적자원을 효율적으로 활용하여 국가경쟁력과 잠재성장률을 향상시킬 수 있도록 기여하는 직업에 관련된 전문 인력을 양성하기 위하여 제정된 자격제도이다. 관련 전공으로는 심리학, 경영, 경제학, 법정계열, 교육학, 사회복지학 등이 있다.

## 주요 업무
직업소개업무, 직업관련 검사의 실시 및 해석업무, 직업지도 프로그램의 개발과 운영업무, 직업상담 행정업무 등 구직자나 미취업자 (직업전환, 직업적응, 실업 및 은퇴 포함) 등에게 적성검사, 흥미검사 등을 실시하여 적성과 흥미에 알맞은 직업 정보를 제공하며, 직업선택, 직업설계, 구직활동 등을 전문적으로 돕는다. (청소년, 여성, 고령자 등을 위한 직업지도 포함)
직업상담사 2급 독학으로 공부하는방법
https://chascow.tistory.com/36